# Flavio Insinna
Flavio Insinna (Roma, 3 luglio 1965) è un attore e conduttore televisivo italiano.

## Biografia

### Le origini e la gavetta
Nasce a Roma il 3 luglio 1965 da Salvatore e Rossana Insinna. Suo padre era originario di Vallelunga Pratameno in provincia di Caltanissetta. Nel 1986, dopo aver conseguito il diploma di maturità classica e tentato senza successo di entrare nell'Arma dei Carabinieri, si è iscritto alla scuola di recitazione di Alessandro Fersen e nel 1990 si è diplomato al Laboratorio di esercitazioni sceniche diretto da Gigi Proietti a Roma. Lavora sia in teatro sia al cinema; tra i suoi film ricordiamo: Metronotte, con Diego Abatantuono, regia di Francesco Calogero e Il partigiano Johnny, con Stefano Dionisi, regia di Guido Chiesa.

### Le prime fiction eDon Matteo(2000-2006)
Il 2000 è l'anno della consacrazione di Insinna come attore. Dopo aver interpretato solamente ruoli secondari o minori – come ad esempio quello in Distretto di Polizia – Insinna diviene un volto iconico per il pubblico televisivo grazie al telefilm Don Matteo di cui è un componente del cast fisso, interpretando il ruolo comprimario del capitano dei Carabinieri Flavio Anceschi, affiancando il protagonista Terence Hill e l'altro comprimario Nino Frassica.
Durante i lunghi anni di permanenza nella fiction Don Matteo, Insinna ha anche interpretato il ruolo del protagonista in due miniserie televisive agiografiche: Don Bosco e La buona battaglia - Don Pietro Pappagallo, e ha partecipato al TV movie agiografico Maria Goretti con un ruolo da comprimario. Ad aprile 2006, terminata la messa in onda degli episodi inediti della quinta stagione di Don Matteo, Insinna comunica la decisione di abbandonare il telefilm religioso per dedicarsi ad altri progetti.

### L'esordio adAffari Tuoicome conduttore eHo sposato uno sbirro(2006-2011)
Nel settembre 2006 esordisce come conduttore televisivo nel programma Affari tuoi. Il programma ottiene ottimi ascolti, riuscendo a superare in numerose occasioni Striscia la notizia, garantendo una rinascita al programma che in primavera, prima di lui, aveva subito un netto calo di ascolti.
Grazie a questo programma Insinna ha ottenuto grandi consensi e il 27 gennaio 2007 è stato premiato come personaggio rivelazione del 2006. Sempre nel 2007 ha preso parte come ospite alla serata finale del Festival di Sanremo.

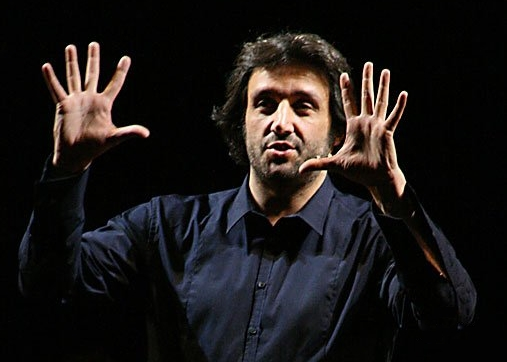
Flavio Insinna nel 2008

Nella primavera del 2008, Insinna è nuovamente sugli schermi di Rai 1 con una nuova fiction, Ho sposato uno sbirro, in cui interpreta un poliziotto, il commissario Diego Santamaria.
Dopo due edizioni, Insinna ha lasciato la conduzione di Affari tuoi nel giugno del 2008 per dedicarsi al teatro. Nel 2009 ha recitato nella pellicola cinematografica Ex, per la regia di Fausto Brizzi, interpretando il ruolo di un sacerdote cattolico che rinuncia alla sua vocazione religiosa per amore di una donna.
Sempre nello stesso anno ha partecipato anche come ballerino per una notte a Ballando con le stelle. Ha contribuito inoltre alla realizzazione del cd Gli amori son finestre di Mango recitando l'omonimo testo. Nel 2010 è il protagonista della seconda stagione di Ho sposato uno sbirro, ma la Rai decide di non rinnovare la serie per una terza stagione.

### Il passaggio a Mediaset e il ritorno in Rai (2011-2017)
Nel 2011 Insinna esordisce come conduttore sulle reti Mediaset, riproponendo La corrida, programma che era assente da qualche anno, per la regia di Egidio Romio su Canale 5. Ha scritto un libro, Neanche con un morso all'orecchio, uscito nel febbraio 2012. Nello stesso 2012 conduce il preserale di Canale 5 Il braccio e la mente, diretto inizialmente da Giorgio Romano e successivamente da Egidio Romio.
Dal 15 settembre 2012 ha condotto il programma radiofonico Per favore parlate al conducente, scritto con Marco Presta e Franco Bertini, su Rai Radio Due. Il 15 dicembre dello stesso anno è tornato in Rai per condurre in seconda serata su Rai 1 la maratona benefica di Telethon. Dall'8 settembre 2013 torna a condurre su Rai 1 dalle 20:40 Affari tuoi. Il programma ha battuto quotidianamente la concorrenza di Striscia la notizia. Il 22 novembre dello stesso anno Insinna partecipa come giurato al programma Tale e quale show.
Il 9 marzo 2014, per il successo di Affari tuoi, vince il premio regia televisiva come miglior programma dell'anno. Insinna è stato anche candidato come personaggio maschile dell'anno. Il 6 giugno 2014 conduce in prima serata su Rai 3 la serata evento Mi è sembrato di vedere un Blob, per festeggiare i 25 anni dello storico programma della terza rete. A settembre 2014, conduce nuovamente Affari tuoi. Il programma parte in sordina, ma riesce pian piano a risalire negli ascolti, arrivando a superare i risultati dell'edizione precedente.
Il 18 novembre 2014 esce in libreria il primo romanzo La macchina della felicità edito da Mondadori. A Natale del 2014 esce il nuovo film d'animazione Disney Big Hero 6, il primo ispirato a un fumetto Marvel; nella versione italiana, Insinna presta la voce a uno dei protagonisti, il robot gonfiabile Baymax. Visto il successo di questi ultimi anni con Affari tuoi, il direttore di Rai 1 Giancarlo Leone decide di affidargli la conduzione de L'anno che verrà il 31 dicembre 2014 subentrando a Carlo Conti.
Il 1º aprile 2015 ha condotto una puntata in occasione del pesce d'aprile del quiz televisivo L'eredità, mentre Affari tuoi è stato condotto da Carlo Conti. A Natale 2015 partecipa al film campione d'incassi Il professor Cenerentolo di Leonardo Pieraccioni: proprio il 23 dicembre il Presidente della Repubblica Sergio Mattarella lo nomina Cavaliere. Il 14 maggio 2016, affiancato da Federico Russo, commenta la finale dell'Eurovision Song Contest 2016, andato in onda in diretta su Rai 1.
Dal 10 giugno al 10 luglio 2016 viene scelto dal direttore di Rai 1 Andrea Fabiano, per condurre il talk show sportivo Il grande match, in occasione dei Campionati europei di calcio. Dal 15 ottobre al 5 novembre 2016 conduce insieme a Federico Russo il programma Dieci cose, trasmesso per quattro sabati consecutivi in prima serata su Rai 1; la coppia viene riconfermata per la finale dell'Eurovision Song Contest 2017, il 13 maggio su Rai 1.

### La chiusura diAffari tuoie il successo deL'eredità(2017-2023)
Il 23 maggio 2017 Striscia la notizia trasmette alcuni fuori onda in cui, durante una pausa nella registrazione di Affari tuoi, Insinna insulta i concorrenti e gli autori del programma, suscitando molta indignazione.
Nel giugno 2018 viene designato come nuovo conduttore de L'eredità, sostituendo Fabrizio Frizzi, deceduto il 26 marzo 2018, e Carlo Conti che lascia lo storico game show.
Durante la stagione televisiva 2018/2019 partecipa spesso come ospite al programma Vieni da me, condotto da Caterina Balivo. Il 18 maggio 2019 torna a condurre con Federico Russo l'Eurovision Song Contest, su Rai 1, in prima serata. Sempre nello stesso mese partecipa come "ballerino per una notte" nel programma Ballando con le stelle.
A partire dal 10 gennaio 2020 diventa giudice del nuovo programma Il cantante mascherato, condotto da Milly Carlucci.
Dopo la sospensione de L'eredità a causa della pandemia di COVID-19, conduce dal 4 maggio al 28 giugno 2020 lo speciale L'eredità per l'Italia con i campioni del passato come concorrenti e le cifre vinte nel quiz devolute in beneficenza.
Dal 28 giugno 2021 fino al 10 settembre conduce su Rai 1 il remake de Il pranzo è servito, prodotto da Corìma così come era avvenuto dieci anni prima con La corrida.
Nel 2022 torna in Don Matteo, prendendo parte a tre episodi della 13ª stagione con il suo personaggio, Flavio Anceschi, promosso a colonnello e con una figlia, Valentina, interpretata da Emma Valenti. Nel 2023 prende parte al varietà Benedetta primavera di Loretta Goggi in prima serata su Rai 1, nel ruolo di scaldapubblico e disturbatore.
Durante la ventesima e la ventunesima edizione de L'eredità conduce alcune puntate in prima serata, con concorrenti VIP, intitolate L'eredità - Una sera insieme oppure dedicate al Festival di Sanremo e alla storia della Rai.
Il 18 giugno 2023, data l'iniziale designazione di Pino Insegno come nuovo conduttore de L'eredità, poi sostituito da Marco Liorni, si congeda dal programma preserale dopo cinque stagioni ringraziando il pubblico e la squadra di lavoro.

### Gli ultimi progetti in Rai, il teatro e il passaggio a LA7 (2023-2025)
Nell'estate 2023 conduce la finale del Festival Musicultura e tre puntate speciali di Techetechete', dal titolo TechetecheShow, dedicate al Gianni Morandi, Claudio Baglioni e Fiorello, che riscuotono molto successo; un quarta puntata speciale dedicata a Lucio Battisti, già registrata nell'agosto precedente, va in onda il 2 febbraio 2024.
Il 29 dicembre 2023 esordisce al Teatro Verdi di Brindisi nella commedia Gente di facili costumi, di Nino Manfredi, a vent'anni dalla sua morte, con la regia del figlio Luca Manfredi.
Il 9 marzo 2024 partecipa come concorrente alla terza puntata di Rischiatutto 70, condotto da Carlo Conti, in coppia con Milly Carlucci; quest'ultima lo sceglie come componente della giuria de L'acchiappatalenti, insieme a Simona Ventura e Francesco Facchinetti, in onda tra maggio e giugno 2024.
Il 4 luglio 2024, con la presentazione dei palinsesti di LA7, viene annunciato il suo passaggio alla rete di Urbano Cairo per condurre il game show Famiglie d'Italia nella fascia preserale basato sul format americano Family Feud, ideato da Mark Goodson. L’esperienza del game show dura una sola stagione.

## Filantropia
Nel 2015 ha donato a Medici senza frontiere la sua barca di 14,80 metri, "Roxana", perché fosse usata nel mar Egeo nel soccorso ai profughi siriani. Nel 2017, quando quella rotta è diventata impraticabile, l'associazione ha restituito l'imbarcazione a Insinna, il quale l'ha venduta devolvendo il ricavato alla Comunità di Sant'Egidio, sempre a sostegno dei migranti siriani.
Nell’ottobre del 2022 il Presidente della Repubblica Sergio Mattarella consegna a Insinna il premio AIRC - Credere nella ricerca "per il suo lungo impegno presso il grande pubblico a sostegno della ricerca".

## Filmografia

### Cinema
- Gole ruggenti, regia di Pier Francesco Pingitore (1992)
- Figli di Annibale, regia di Davide Ferrario (1998)
- Un bugiardo in paradiso, regia di Enrico Oldoini (1998)
- Guardami, regia di Davide Ferrario (1999)
- Il partigiano Johnny, regia di Guido Chiesa (2000)
- Metronotte, regia di Francesco Calogero (2000)
- La rentrée, regia di Franco Angeli (2000)
- Tuttapposto, regia di Franco Bertini (2001)
- La finestra di fronte, regia di Ferzan Özpetek (2003)
- Tutto in quella notte, regia di Franco Bertini (2004)
- Armando, regia di Massimiliano Camaiti (2006)
- Ex, regia di Fausto Brizzi (2009)
- Pazze di me, regia di Fausto Brizzi (2013)
- Bianca come il latte, rossa come il sangue, regia di Giacomo Campiotti (2013)
- Il professor Cenerentolo, regia di Leonardo Pieraccioni (2015)
- Se mi vuoi bene, regia di Fausto Brizzi (2019)

### Televisione
- Uno di noi – serie TV (1996)
- Il mastino, regia di Francesco Laudadio e Ugo Fabrizio Giordani – film TV (1997)
- Dio vede e provvede 2, regia di Enrico Oldoini e Paolo Costella (1997)
- Don Matteo – serie TV, 98 episodi (2000-2006, 2022)
- Padre Pio, regia di Carlo Carlei – miniserie TV (2000)
- Distretto di Polizia – serie TV, episodi 1x01 e 1x24 (2000)
- Angelo il custode – serie TV (2001)
- La crociera, regia di Enrico Oldoini – miniserie TV (2001)
- Crociati, regia di Dominique Othenin-Girard (2001)
- La terra d'outremere (2001)
- Maria Goretti, regia di Giulio Base – film TV (2003)
- Don Bosco, regia di Lodovico Gasparini – miniserie TV (2004)
- Meucci - L'italiano che inventò il telefono, regia di Fabrizio Costa – miniserie TV (2005)
- La verità in fondo al tunnel, regia di Dominique Othenin-Girard (2005)
- San Pietro, regia di Giulio Base – miniserie TV (2005)
- Camera Café, registi vari - sitcom (2005)
- La buona battaglia - Don Pietro Pappagallo – serie TV (2006)
- Cotti e mangiati, regia di Franco Bertini - sitcom (2006-2008)
- Ho sposato uno sbirro – serie TV (2008-2010)
- Eroi per caso, regia di Alberto Sironi – miniserie TV (2011)
- La classe degli asini, regia di Andrea Porporati – film TV (2016)
- A muso duro - Campioni di vita, regia di Marco Pontecorvo – film TV (2022)
- La stoccata vincente, regia di Nicola Campiotti – film TV (2023)

### Cortometraggi
- Dependence day (1999)
- I soliti idioti (2002)
- Alcuni buoni motivi per i quali non bisognerebbe mai cercare di fare l'attore (2005)
- Basette, regia di Gabriele Mainetti (2006)

### Doppiaggio
- Baymax in Big Hero 6 (2014)

## Teatro
- 1986 – Certamen Vaticanum
- 1987 – Uccidiamo il chiaro di luna
- 1988 – Folli sempre folli fortissimamente folli
- 1990 – Il desiderio preso per la coda
- 1990 – Che tragedia
- 1990 – Lighea
- 1990 – Tosca
- 1991 – Madre coraggio
- 1992 – Rimozioni forzate
- 1992 – Il campanile
- 1993 – A qualcuno piace caldo
- 1994 – Sotterraneo
- 1994 – Il tramezzo
- 1995 – L'inno dell'ultimo anno
- 1995 – Guardiano di porci
- 1995 – Radio estetica
- 1996 – Rassegna di monologhi inediti
- 1997 – Tunnel
- 1997 – La banda
- 1997 – Fegatelli
- 2007/2009 – Senza swing
- 2015/2016 – La macchina della felicità
- 2018 - Dalle sbarre alle stelle
- 2019 - La macchina della felicità - Ricreazione
- 2023/2024/2025 - Gente di facili costumi, di Nino Marino e Nino Manfredi, regia di Luca Manfredi

## Programmi televisivi
- Club 92 (Rai 2, 1990-1991)
- Affari tuoi (Rai 1, 2006-2008, 2013-2017)
  -  Affari tuoi - Speciale Telethon (Rai 1, 2006-2007, 2014-2016) 
  -  Affari tuoi Bum bum bum (Rai 1, 2006) 
  -  Affari tuoi - L'ultima occasione (Rai 1, 2007) 
  -  Affari tuoi - Speciale per due (Rai 1, 2008) 
  -  Buon compleanno Affari tuoi (Rai 1, 2013) 
  -  Affari tuoi - La fortuna bussa due volte (Rai 1, 2015) 
  -  Affari tuoi - Speciale Lotteria Italia (Rai 1, 2016-2017)
- La corrida (Canale 5, 2011)
- Il braccio e la mente (Canale 5, 2012)
- Telethon (Rai 1, 2012-2014, 2017, 2022)
- La pista (Rai 1, 2014)
- Mi è sembrato di vedere un Blob (Rai 3, 2014)
- L'anno che verrà (Rai 1, 2014)
- L'eredità (Rai 1, 1º aprile 2015, 2018-2023)
  -  L'eredità - Speciale AIRC (Rai 1, 2018-2022) 
  -  L'eredità - Il supercampione (Rai 1, 2019) 
  -  L'eredità per l'Italia (Rai 1, 2020-2021) 
  -  L'eredità - Serata Sanremo (Rai 1, 2022) 
  -  L'eredità - Una sera insieme (Rai 1, 2022) 
  -  L'eredità - Viva la Rai (Rai 1, 2023)
- Techetechete' (Rai 1, 2015)[12]
  -  TechetecheShow (Rai 1, 2023-2024)
- Boss in incognito (Rai 2, 2015-2016)
- Eurovision Song Contest (Rai 1, 2016-2017, 2019)[13]
  -  Eurovision: Europe Shine a Light (Rai 1, 2020)[13]
- Partita del cuore (Rai 1, 2016)
- Il grande match (Rai 1, 2016)
- Dieci cose (Rai 1, 2016)
- Dopo fiction (Rai 1, 2017)
- Cartabianca (Rai 3, 2017-2018)[14]
- La strada senza tasse (Rai 3, 2017)
- Prodigi - La musica è vita (Rai 1, 2017-2019, 2021)[15]
- Il supplente (Rai 2, 2018)[16]
- Tutti a scuola (Rai 1,  2018-2023)
- Speciale Porta a porta (Rai 1, 2019, 2021)
- Una voce per Padre Pio (Rai 1, 2019-2020)
- Il cantante mascherato (Rai 1,  2020-2023)[17]
- Ad10s Diego (Rai 1, 2020)[18]
- A grande richiesta - Minaccia bionda (Rai 1, 2021)
- Il pranzo è servito (Rai 1, 2021)
- Prix Italia (Rai 1, 2022)
- Benedetta primavera (Rai 1, 2023)[19]
- Musicultura (Rai 2, 2023)
- L'acchiappatalenti (Rai 1, 2024)[17]
- Famiglie d'Italia (LA7, 2024-2025)

## Radio
- Per favore parlate al conducente (Rai Radio 2, 2012-2013)

## Libri
- Neanche con un morso all'orecchio, Mondadori, 2012.
- La macchina della felicità, Mondadori, 2014.
- Il gatto del Papa. Una piccola favola senza tempo, Rai Libri, 2021.

## Riconoscimenti
- 2001 – Premio speciale di "Prima: Guida italiana degli attori" per il film Guardami;
- 2004 – "Telegrolla" e "Premio per l'Europa" per l'interpretazione della fiction TV Don Bosco, premio del "Festival del cinema e della fiction di Salerno" e "Premio internazionale Sant'Antonio" per l'interpretazione del Capitano Anceschi nella fiction Don Matteo;
- 2006 – "Premio internazionale Flaiano", "Premio di cultura 'Città di Marinella'" e "Telegrolla" per la fiction La buona battaglia - Don Pietro Pappagallo; premio del cinema e teatro "Apoxiomeno filippese" per la fiction Don Matteo;
- 2007 – "Telegatto" come conduttore-rivelazione dell'anno per Affari tuoi;
- 2007 – Premio Regia Televisiva: vincitore della categoria "il Personaggio Rivelazione";
- 2008 – "Telegatto" come personaggio maschile dell'anno;
- 2008 – "Gran Premio della Fiction italiana 2007-2008", Roma Fiction Fest: premio "miglior attore dell'anno" per la fiction Ho sposato uno sbirro;
- 2014 – Premio Regia Televisiva, categoria Top Ten per Affari tuoi;
- 2014 – Premio Regia Televisiva, Oscar TV come miglior programma dell'anno per Affari tuoi;
- 2022 - Premio AIRC - Credere nella ricerca  “per il suo lungo impegno presso il grande pubblico a sostegno della ricerca”.